# Protestas en Turquía de 2013
Las protestas en Turquía de 2013 se iniciaron en la ciudad de Estambul el 28 de mayo de 2013, después de que alrededor de 50 ecologistas se manifestaran para salvar el Parque Taksim Gezi, que se iba a transformar en un centro comercial pero, tras ser violentamente reprimidos por la policía mediante cañones de agua y gases lacrimógenos, se ganaron la atención de las redes sociales y la sociedad turca en general, que se unió a las manifestaciones, surgiendo así un movimiento social y antigubernamental que se expandió a otras ciudades.

## Escenario

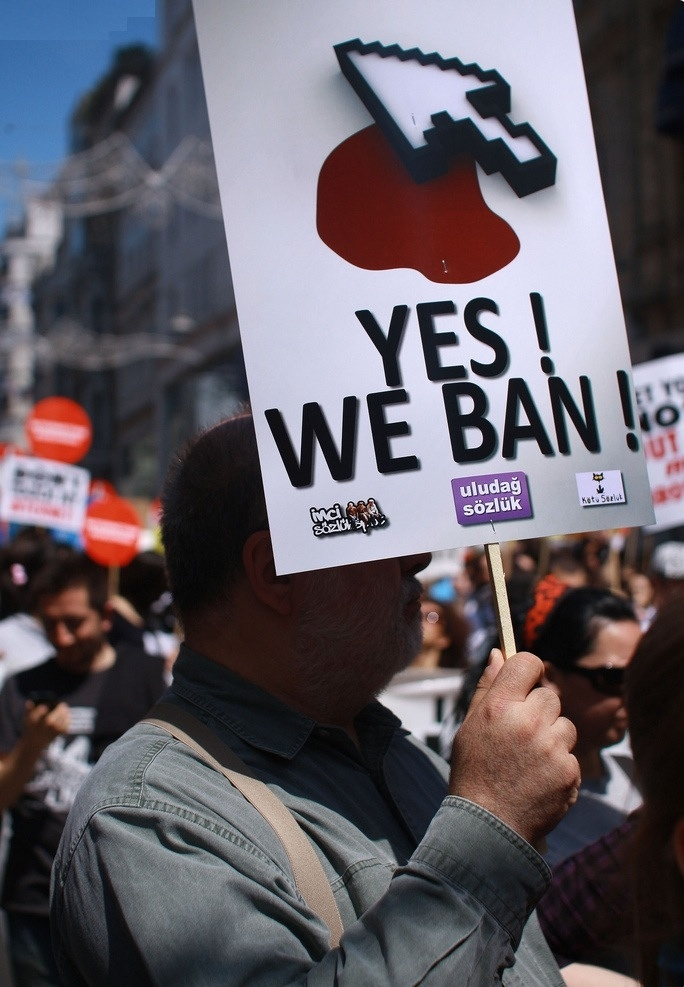
Protestas en Turquía contra la censura de Internet (2011).

### Situación política
El Partido de la Justicia y el Desarrollo (AKP), liderado por el entonces Primer ministro Recep Tayip Erdogan, lleva en el poder desde 2002, habiendo sido electo en más de tres ocasiones con una gran mayoría, la última de ellas en 2011. Mientras que en economía el Gobierno ha logrado sacar al país de una recesión económica en 2001, en el plano social y político ha iniciado un proceso para islamizar el país: debilitando los sectores golpistas del Ejército, recortando algunos derechos humanos, censurando la prensa, etc.

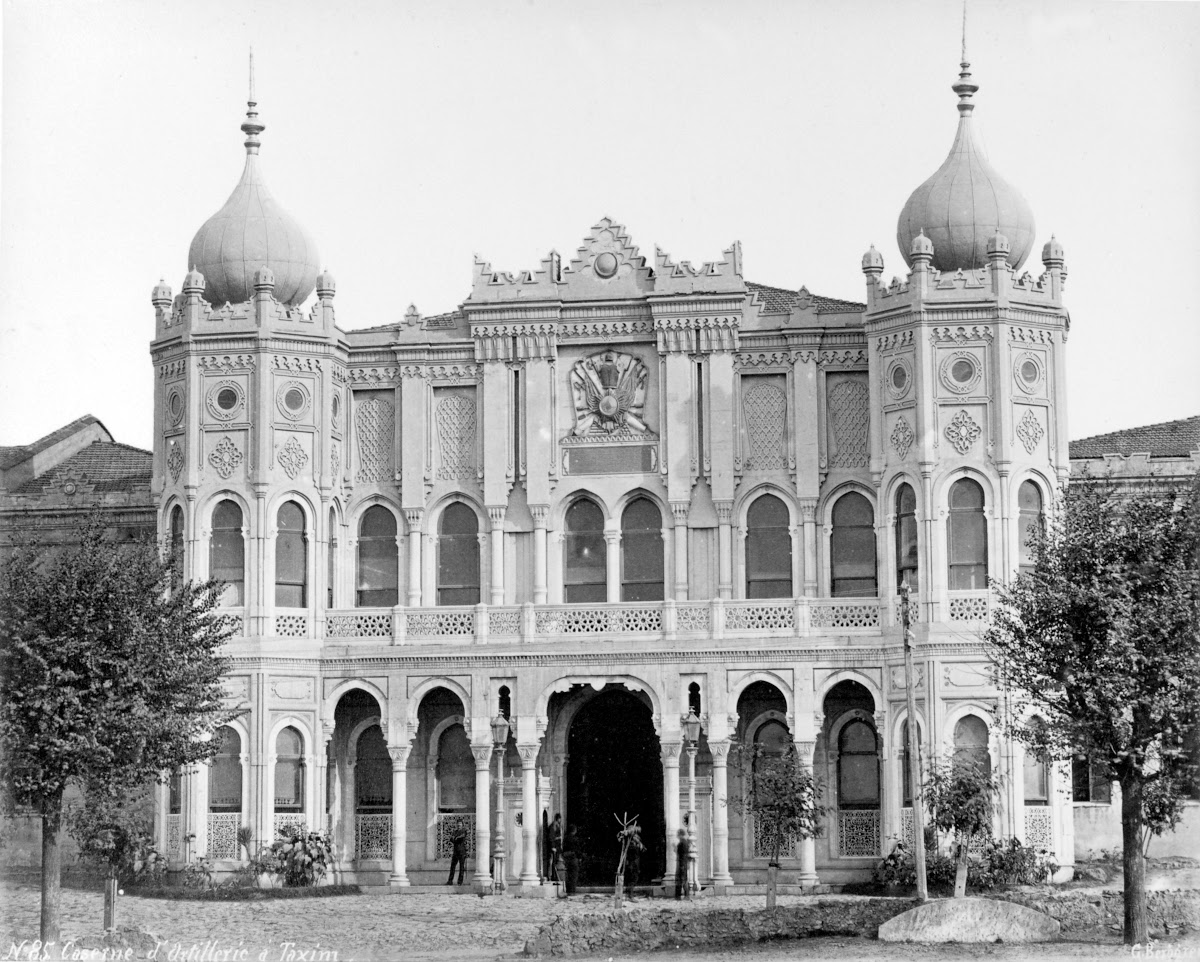
En el parque Taksim Gazi se espera construir un centro comercial inspirado en unos cuarteles del.

Desde 2011, el AKP ha incrementado la restricciones sobre la libertad de expresión, la libertad de prensa, el contenido de la televisión, el uso de internet y el derecho a reunirse. También ha tomado medidas legales contra los medios críticos al gobierno, como por ejemplo una multa de 2.500 millones de dólares a un medio de comunicación. Por ello el gobierno ha sido visto como crecientemente islamista y autoritario, destacando varias medidas concretas: la aprobación de una reforma educativa a favor de la introducción de elementos islámicos en la enseñanza, la limitación del consumo del alcohol, la prohibición total del aborto, la oposición a la comunidad LGTB, la detención de algunas personas acusadas de blasfemia, la prohibición de besarse en lugares públicos y la construcción de un puente en honor al controvertido sultán otomano Selim I.

### El Parque Taksim Gezi
La destrucción del Parque Taksim Gezi se planeó en 2011 para construir en su lugar un centro comercial inspirado en unos antiguos cuarteles de estilo otomano, que habían sido demolidos hacía más de 50 años. La operación se enmarca dentro de una serie de medidas para urbanizar el país. En los últimos años, muchas plataformas ecologistas se habían movilizado contra diversas construcciones que, según ellos, ponían en peligro la flora y fauna del país: se trataba de puentes, centrales nucleares, vertederos, fábricas, etc.
Sin embargo, la eliminación del parque Gezi, prácticamente la única zona verde en Estambul, el centro financiero, económico y cultural del país, fue considerado algo inadmisible que agotó la paciencia de muchas personas y de la opinión pública. 

## Cronología de las protestas

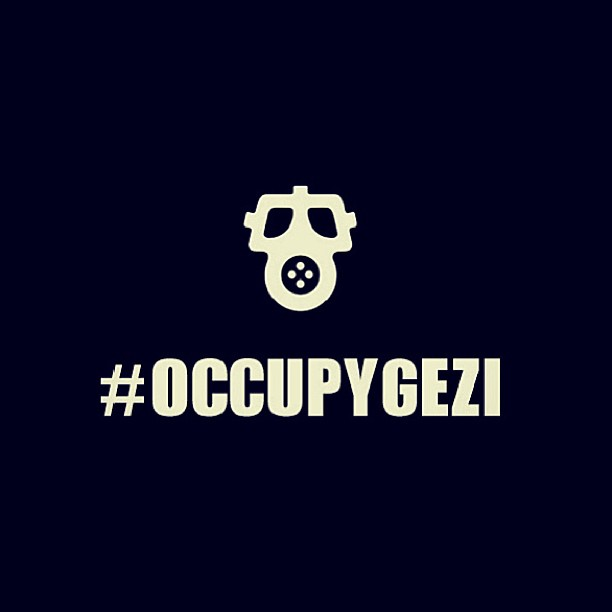
Hashtag #OccupyGezi (ocupa Gezi) usado en Twitter

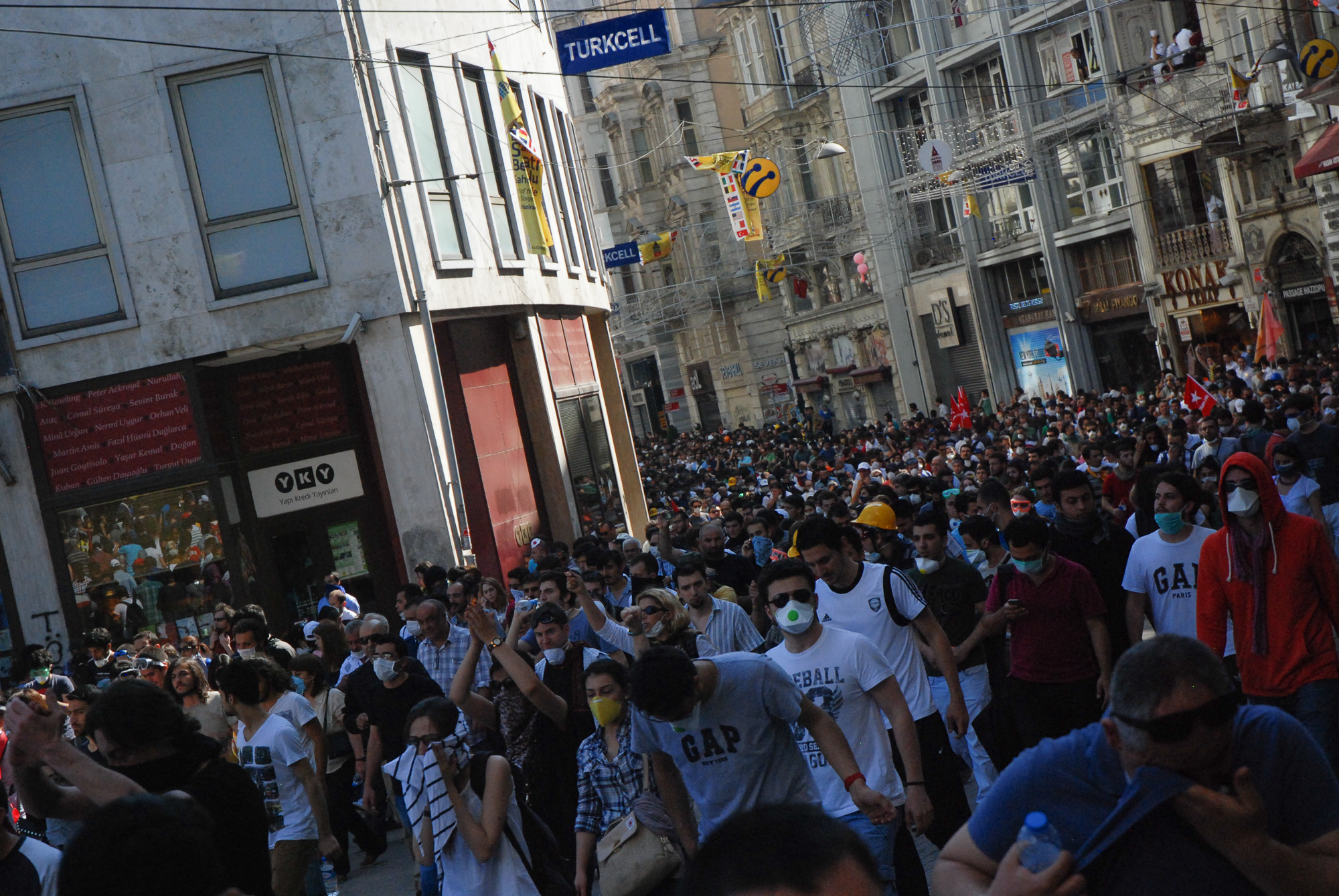
Protestas en la Avenida Istikal.

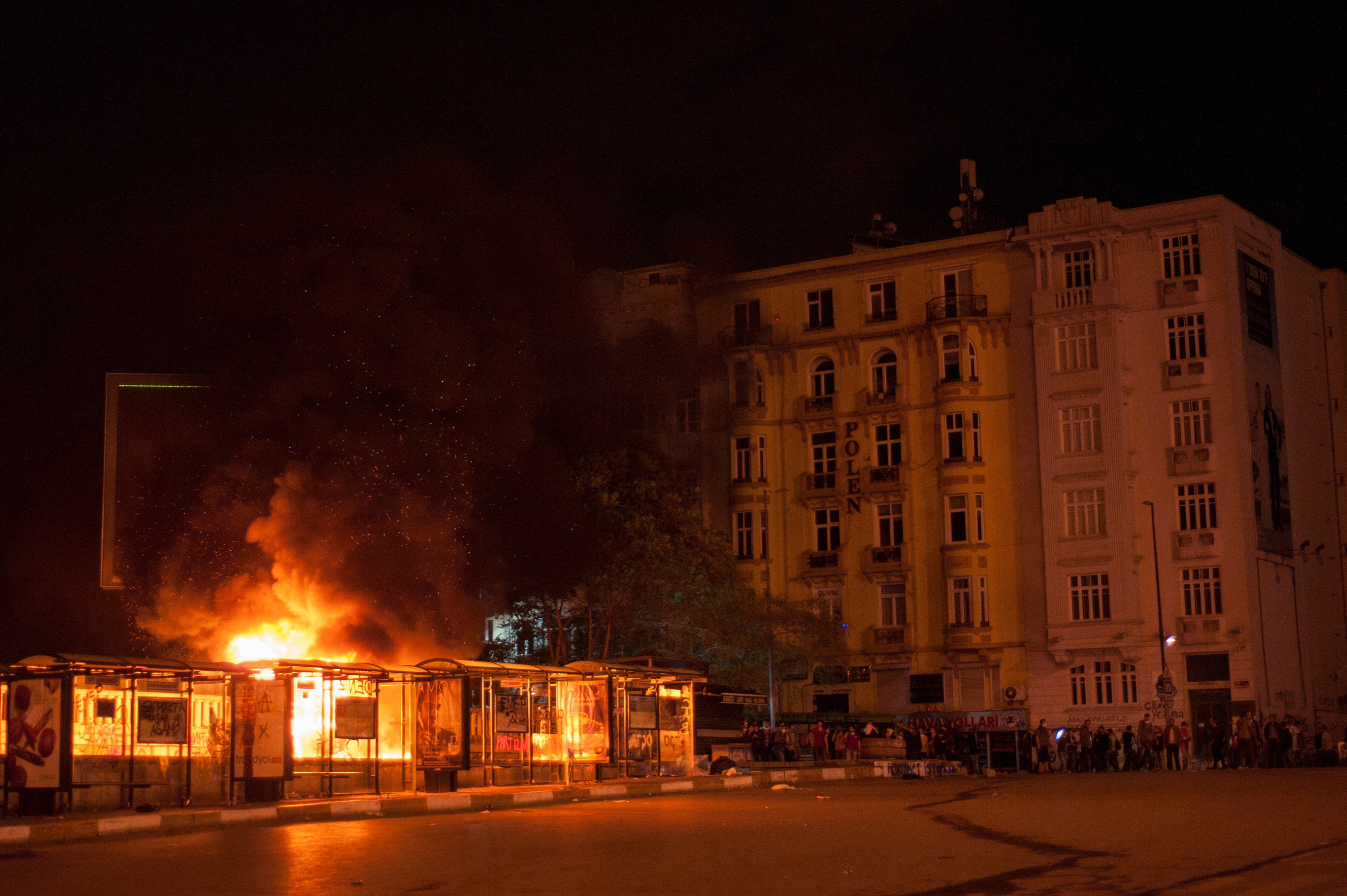
Fuego en Taksim tras los altercados nocturnos.

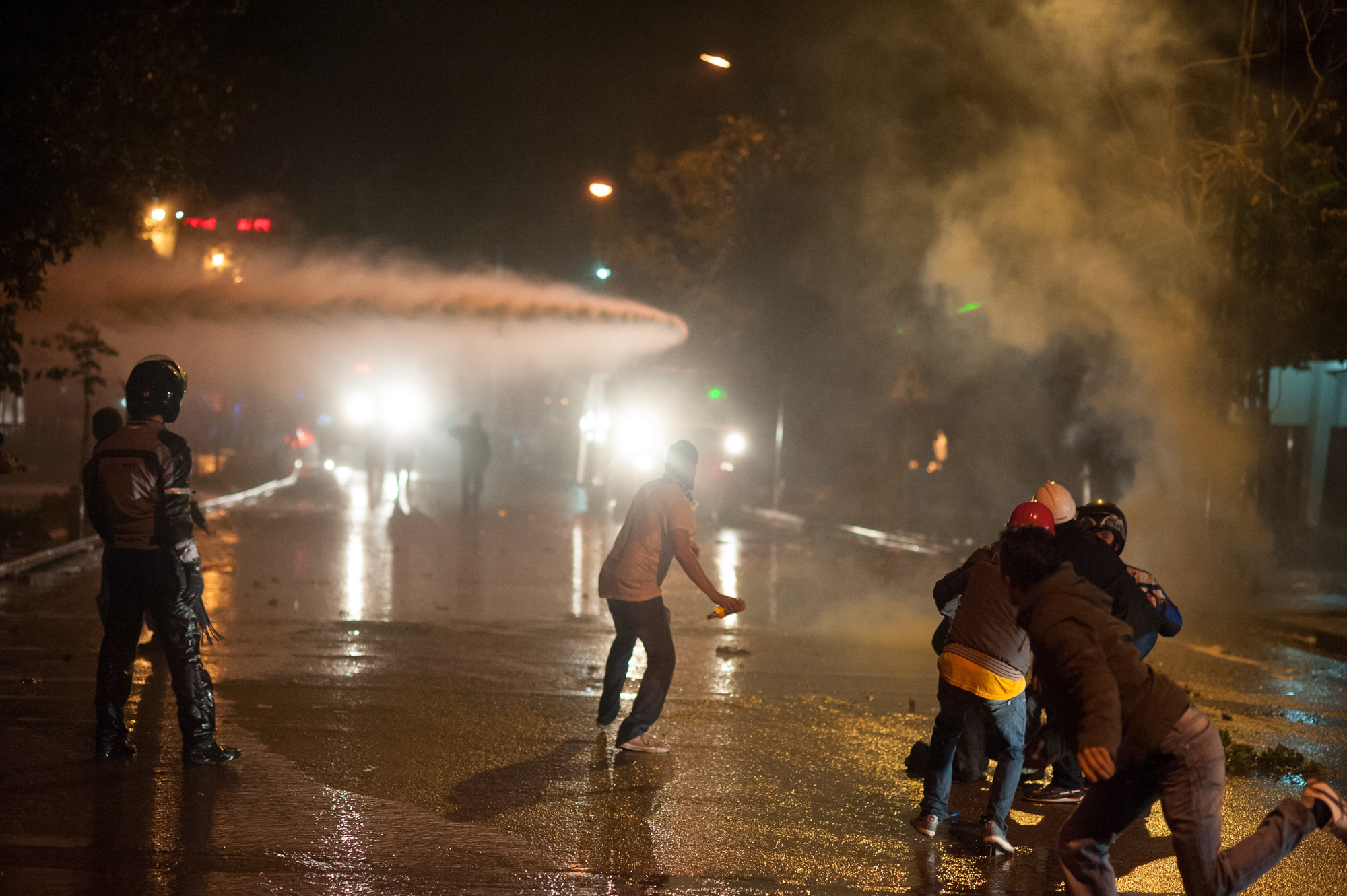
Choques nocturnos con la policía.

### Mayo
En la mañana del 28 de mayo unos 50 ecologistas acamparon en el Parque Gezi para prevenir su destrucción. Inicialmente, su idea era permanecer allí hasta que los bulldozers se fueran. Sin embargo, la policía utilizó gas lacrimógeno y prendió fuego a las tiendas de campaña para que las máquinas continuaran con su trabajo. Las imágenes de ese día (entre ellas la de la llamada "mujer de rojo", que permanece en pie a pesar de ser agredida con un spray por un policía) dieron la vuelta al mundo y se difundieron por los medios de comunicación.
El 29 de mayo el número de manifestantes creció como consecuencia de una campaña en las redes sociales. Así, llegaron más personas al parque Gezi para instalar sus tiendas. Además, varias personas conocidas se unieron al movimiento, incluidas el vicepresidente del Partido Republicano del Pueblo y algunos cantantes y actores.
El 30 de mayo la policía asaltó los campamentos instalados por los manifestantes pero, lejos de disminuir en número, salieron más protestas a la calle, motivadas por las redes sociales.
El 31 de mayo la policía volvió al campamento, y esta vez recurrió a cañones de agua, gases lacrimógenos y sprays de pimienta para expulsar a la gente, provocando más de 100 heridos. Además, pusieron barricadas en torno al parque para evitar que entraran más personas en él.
Paralelamente, ese mismo día se extendieron las protestas a Ankara y Esmirna. En Ankara la policía recurrió a porras eléctricas y lanzó gas lacrimógeno desde un helicóptero para dispersar a los manifestantes, provocando choques entre manifestantes y agentes del orden que duraron hasta la noche. En Esmirna se convocó una marcha a la que asistieron más de 10 000 personas bajo el lema "Taksim está en todos lados, la resistencia está en todos lados" que fue reducida con cañones de agua, balas de plástico y gases lacrimógenos.

### Junio
El 1 de junio los manifestantes de la parte asiática de Estambul cruzaron en una gran marcha el Puente del Bósforo para unirse a los manifestantes de Taksim. También en Antalya y en Ankara se reunieron miles de manifestantes, que de nuevo fueron reprimidos con violencia. Sin embargo, a las 15:45 la policía abandonó la plaza, dejándola libre para los manifestantes.
El  primer ministro turco, Recep Tayyip Erdoğan exigió a los manifestantes que cesaran sus acciones inmediatamente, mientras poco después el ministro del Interior, Muammer Güler, informaba de la detención de 939 personas en las manifestaciones, quien cifró en 79 el número de heridos.
El 2 de junio la policía tomó los puentes de Estambul para impedir la movilización ciudadana, y de nuevo hubo manifestaciones por todo el país que fueron reprimidas. Durante estos altercados se produjo el primer muerto de las protestas: una mujer que murió cuando un bote de gas de la policía le impactó en la cabeza.
El 3 de junio se produjeron violentos choques nocturnos, y supuestamente miembros de la policía acompañados de militantes del partido AKP en el poder apalearon a varios manifestantes. En la ciudad de Izmir, los opositores prendieron fuego a la oficina del partido de Erdogan. Paralelamente, la Confederación de Sindicatos de Trabajadores Públicos de Turquía, con unos 240 000 afiliados, convocó una huelga de dos días en protesta por la represión policial de las manifestaciones. A pesar de la situación del país, el presidente abandonó Turquía para dar una gira por los países del Magreb.
El 4 de junio las protestas siguieron extendiéndose por todo el país, especialmente por la tarde. El grupo Anonymous hackeó más de 150 páginas del Gobierno en apoyo a los manifestantes, que salieron a parques y plazas.
Ese mismo día, el vice primer ministro turco (y temporalmente primer ministro en funciones debido al viaje de Erdogan), Bulent Arinc, en una rueda de prensa en Ankara, pidió disculpas por los excesos policiales.
El 5 de junio la policía detuvo a 25 personas por "incitar" a manifestarse vía Twitter. Las protestas siguieron congregando a miles de personas, muchas de las cuales fueron detenidas. Además, con motivo de la huelga, se congregaron muchos profesores, abogados y trabajadores municipales para protestar contra el gobierno en ciudades como Ankara, Estambul, Bafra, Kocaeli, Antalya, Giresun, Hopa y Siirt entre otras.
El 6 de junio Erdogan volvió al país, y dio un incendiario discurso en el aeropuerto de Estambul donde llamó "terroristas" a los manifestantes, al tiempo que pidió que sus partidarios se reunieran bajo el lema de "aplastemos Taksim". Ese día las manifestaciones no fueron reprimidas con violencia puesto que el 6 de junio es un día festivo para el islam.
El 7 de junio se unieron a las protestas varios grupos musulmanes, y convocaron una gran oración para los fallecidos durante los altercados.
El 8 de junio los manifestantes de Estambul se congregaron en el Centro cultural de Atatürk y colgaron carteles y banderas. Paralelamente, el partido AKP se reunió durante más de cuatro horas para intentar buscar una solución a las protestas.
Las protestas continuaron en los días subsiguientes en los que la represión policial se cobró la vida de tres manifestantes, mientras que un efectivo policial murió al caer a una zanja mientras agredía a un grupo de manifestantes.
Mientras continúan los enfrentamientos entre la población y el gobierno el 15 de junio dos importantes centrales sindicales, el KESK (de trabajadores estatales) que cuenta con más de 240.000 afiliados y el DISK (Confederación de Sindicatos Revolucionarios) han convocado una huelga general contra el gobierno y la brutalidad policial utilizada en la represión de la protesta para el siguiente lunes 17.
En tanto, los manifestantes denunciaron la utilización de agentes irritantes en el agua que disparan los camiones hidrantes. Si bien no se ha podido determinar cuáles son, puede suponerse que se trata del componente activo del gas lacrimógeno que utiliza la policía, lo que de ser cierto constituiría una violación a la normativa internacional. Varios manifestantes consideraron el hecho como la utilización de armas químicas contra la población civil. Al mismo tiempo el gobierno de Erdogan impide la atención sanitaria a los afectados por parte de los médicos bajo pena de arresto.

## Manifestantes por ciudad
| - Bursa: 30 000 - Izmir: de 10 000 a 30 000 - Eskisehir: 20 000 - Bodrum: 15 000 | - Antalya: 15 000 - Trabzon: 10 000 - Adana: 10 000 - Kayseri: 10 000 - Bolu: 10 000 | - Izmit: 10 000 - Tunceli: 10 000 - Isparta: 7000 - Tekirdağ: 7000 - Manisa: 10 000 | - Muğla: 10 000 - Antakya: 5000 - Çorum: 5000 - Mersin: 5000 - Kayseri: 5000 | - Sivas: 5000 - Kocaeli: 1000 - Şanlıurfa: 500 - Samsun: 500 - Mardin? |

## Participantes en las protestas
Hasta el momento, la información disponible por parte de organizaciones turcas que apoyan las protestas son de signo variado, desde el Partido Republicano del Pueblo, el Partido Comunista de Turquía, conjuntamente con diversos colectivos laicos, anarquistas y de carácter progresista.

## Reacciones internacionales

### Instituciones internacionales
- Unión Europea: el Parlamento europeo criticó el jueves 13 de junio el uso "excesivo" de la fuerza en Turquía, con "violencia excesiva" y la "intervención brutal de la policía" por parte del gobierno turco.[31]

### Estados
- Alemania:  El ministro alemán de Asuntos Exteriores, Guido Westerwelle, dijo: "Esperamos que el primer ministro tranquilice la situación de acuerdo con el espíritu de los valores europeos y mediante un intercambio constructivo de opiniones constructivo y el diálogo pacífico"[32]
- Italia: La ministra de Relaciones Exteriores de Italia, Emma Bonino, dijo que la policía había utilizado fuerza excesiva contra los manifestantes. También afirmó que es la primera prueba para la estructura democrática del país, el cual intenta ingresar a la Unión Europea.[33]